# Pleuratos II
Pleuratos II (gr.: Πλευράτος, Pleurátos) (III w. p.n.e.) – król iliryjskich Ardiajów w latach 260–250 p.n.e. Prawdopodobnie potomek króla Ardiajów Pleuratosa I, wzmiankowanego w r. 344/343 p.n.e. Ojciec dwóch synów Agrona i Skerdylaidasa, przyszłych królów Ardiajów. Pierwszy z nich był najpotężniejszym władcą, mającym największą potęgę wojskową (morską i lądową) wśród królów iliryjskich, jacy przed nim byli.